# سوزان غوردون
سوزان غوردون (بالإنجليزية: Susan Gordon)‏ (و. 1949 – 2011 م) هي ممثلة، وممثلة تلفزيونية، من الولايات المتحدة الأمريكية، ولدت في سانت باول، مينيسوتا، توفيت عن عمر يناهز 62 عاماً.

## وصلات خارجية
- سوزان غوردون على موقع IMDb (الإنجليزية)
- سوزان غوردون على موقع ألو سيني (الفرنسية)
- سوزان غوردون على موقع ميوزك برينز (الإنجليزية)
- سوزان غوردون على موقع أول موفي (الإنجليزية)
- سوزان غوردون على موقع قاعدة بيانات الأفلام السويدية (السويدية)
- سوزان غوردون على موقع إن إن دي بي (الإنجليزية)
- سوزان غوردون على موقع قاعدة بيانات الفيلم (الإنجليزية)
- سوزان غوردون على موقع كينوبويسك (الروسية)